# RVN Regionalverkehr Niederrhein

Altes Logo der RVN

Die RVN Regionalverkehr Niederrhein GmbH, kurz RVN, war bis 2017 ein eigenständiges Busunternehmen mit Sitz in Wesel. Das Unternehmen war eine 100%ige Tochter der BVR Busverkehr Rheinland GmbH. Es nahm seinen Betrieb am 1. Januar 2002 infolge der Aufteilung der bisherigen Busverkehr Rheinland GmbH in die Busverkehr Rheinland GmbH, Regionalverkehr Niederrhein GmbH und RVE Regionalverkehr Euregio Maas-Rhein GmbH auf und endete -unternehmerisch- im August 2017. Der RVN bediente überwiegend den Bereich der ehemaligen Verkehrsgemeinschaft Niederrhein in Nordrhein-Westfalen, welche zum 1. Januar 2012 an den Verkehrsverbund Rhein-Ruhr angegliedert wurde.
Seit dem 1. November 2008 verwendete der RVN für seinen Außenauftritt den Markennamen DB Rheinlandbus.

## Liniennetz (Stand Juni 2011)
Folgende Buslinien betreibt die Regionalverkehr Niederrhein GmbH:
- SB 3   Wesel Bf – Hünxe – Dinslaken Bf
- SB 6   Wesel Bf – Xanten Bf
- SB 7  Wesel Bf – Geldern Bf
- SB 21  Wesel Bf – Schermbeck Rathaus
- 44    Xanten Bf – Kalkar – Kleve Bf
- 61    Bocholt ZOB – Rees Busbahnhof
- 63    Wesel Bf – Empel Rees Bf
- 64    Wesel Bf – Hamminkeln – Dingden – Bocholt Bf -- Bocholt Bustreff
- 65    Xanten Bf – Rheinberg Bf
- 66    Wesel Bf – Xanten Bf
- 67    Wesel Bf – Alpen – Geldern Bf
- 68    Wesel Bf – Moers Bf
- 70    Kleve Bf – Goch Bf
- 71    Dinslaken Bf – Hünxe – Schermbeck – Raesfeld Kirche
- 72    Wesel Bf – Brünen – Marienthal – Raesfeld Kirche
- 74   Goch Bf – Uedem Markt
- 75    Dinslaken Otto-Hahn-Gymnasium – Hünxe Busbahnhof
- 076   Krefeld Hbf – Kamp-Lintfort Verkehrspavillon
- 077  Krefeld Hbf – Rheurdt Oermterberg
- 078  Geldern Bf – Kempen Bf
- 079   Krefeld Hbf – Aldekerk Bf
- 80    Wesel Post – Voerde Friedrichsfeld – Hünxe Busbahnhof
- 87    Rees Schulzentrum – Rees-Millingen Bf
- 293   Raesfeld Kirche – Schermbeck – ZOB Dorsten
- 299   Schermbeck Rathaus – ZOB Dorsten
- 98    Dinslaken Bf – Hünxe Busbahnhof

Etliche Fahrten auf allen Linien werden durch Subunternehmer bedient. Das Gros stellen dabei die Firmen „Verhuven Reisen“ aus Xanten, „Faltraco“ aus Wesel, „ONV“ (bis 2012) aus Bocholt und „Schlothmann“ aus Moers. Die Linien 65, 66, 75, 87, 293, 299 und 98 dienen überwiegend dem Schülerverkehr und verkehren in den Schulferien eingeschränkt oder gar nicht.